# Спецкија Галоне (Лече)
Спецкија Галоне (итал. Specchia Gallone) је насеље у Италији у округу Лече, региону Апулија.
Према процени из 2011. у насељу је живело 478 становника. Насеље се налази на надморској висини од 112 м.